# Bunolagus monticularis
Il coniglio di fiume o coniglio fluviale, in inglese riverine rabbit (Bunolagus monticularis, Thomas 1903) è un mammifero della famiglia dei Leporidae, endemico della regione del Karoo (Sudafrica). È l'unica specie del genere Bunolagus.

## Descrizione
Un esemplare adulto pesa 1.5-1.8 kg ed è lungo 35–45 cm, escluse la coda (7–10 cm) e le orecchie (10–12 cm).
Ha una pelliccia color crema, più scura in corrispondenza della coda. Si riconosce agevolmente per la presenza di una striscia bruno scura che va dall'angolo della bocca alla base delle orecchie.

## Biologia
È un erbivoro che si nutre di fiori e foglie della vegetazione ripariale che cresce lungo i corsi d'acqua stagionali del Karoo. Ha abitudini notturne e trascorre le ore diurne in tane poco profonde scavate al di sotto di cespugli. Conduce una esistenza solitaria, con areali distinti (anche se parzialmente sovrapposti) per i maschi e le femmine.
Al contrario della maggior parte dei Leporidae, è una specie poco prolifica: ogni femmina partorisce uno o due piccoli all'anno. Considerato che la vita media è di 3 anni ogni femmina dà alla luce durante la sua vita non più di 3-4 piccoli.

## Distribuzione e habitat
L'areale del Bunolagus monticularis è ristretto alle zone semidesertiche del Karoo centrale. Occupa una nicchia ecologica molto ristretta, costituita dalle zone prossime ai corsi d'acqua stagionali.

## Status e conservazione
La popolazione attuale è stimata essere inferiore ai 250 esemplari e pertanto la specie, in base ai criteri della IUCN Red List, è considerata in pericolo critico di estinzione.
La Zoological Society of London, in base a criteri di unicità evolutiva e di esiguità della popolazione, considera il B. monticularis una delle 100 specie di mammiferi a maggiore rischio di estinzione.